# 喀山联邦大学
喀山（伏尔加河沿岸）联邦大学（俄语：Казанский (Приволжский) федеральный университет）是位於俄羅斯喀山的一所大學。
该校成立于1804年11月5日，当时取名为喀山大学（又称喀山帝国大学），由当时沙皇亚历山大一世签署批文，位于俄罗斯鞑靼斯坦共和国首府喀山市市中心，是俄罗斯继莫斯科大学和圣彼得堡大学之后成立的第三所大学。1918年，改名为喀山国立大学。1924年，改名为乌里扬诺夫-列宁国立大学。由于获得相关勋章，1955年，该校改名为劳动红旗勋章乌里扬诺夫-列宁喀山国立大学；1979年，改名为列宁勋章和劳动红旗勋章乌里扬诺夫-列宁喀山国立大学。1990年代初—2010年，该校称为乌里扬诺夫-列宁喀山国立大学。
喀山大学在俄罗斯地位颇高，是俄罗斯东部地区最高等的学府。该校目前拥有20多个院系和研究所、40多个专业，在校师生二万多人。作为一个著名学府，该校先后有五十多名教师被选为俄罗斯（苏联）科学院院士。1955年，获得劳动红旗勋章。1979年获得列宁勋章。1996年，时任俄罗斯总统叶利钦签署命令，将喀山大学列入俄联邦民族文化遗产名录。
2011年，时任俄罗斯总统梅德韦杰夫签署命令，在喀山国立大学、叶拉布加国立师范大学、喀山国立财经大学、鞑靼国立人文师范大学的基础上组建新的喀山联邦大学。

## 著名校友
- 弗拉基米尔·列宁（被開除）
- 列夫·托爾斯泰
- 尼古拉·罗巴切夫斯基